# Kortstaartstruikzanger
De kortstaartstruikzanger (Urosphena squameiceps) is een zangvogel uit de familie Cettiidae.

## Verspreiding en leefgebied
Deze soort komt voor in noordoostelijk Azië en overwintert in zuidoostelijk Azië en Taiwan.